# Irlands Billie Jean King Cup-lag
Irlands Billie Jean King Cup-lag representerar Irland i tennisturneringen Billie Jean King Cup, och kontrolleras av Irlands tennisförbund. 

## Historik
Irland deltog första gången 1964. Bästa resultat är då man spelade åttondelsfinal 1972.